# Liu Guoliang

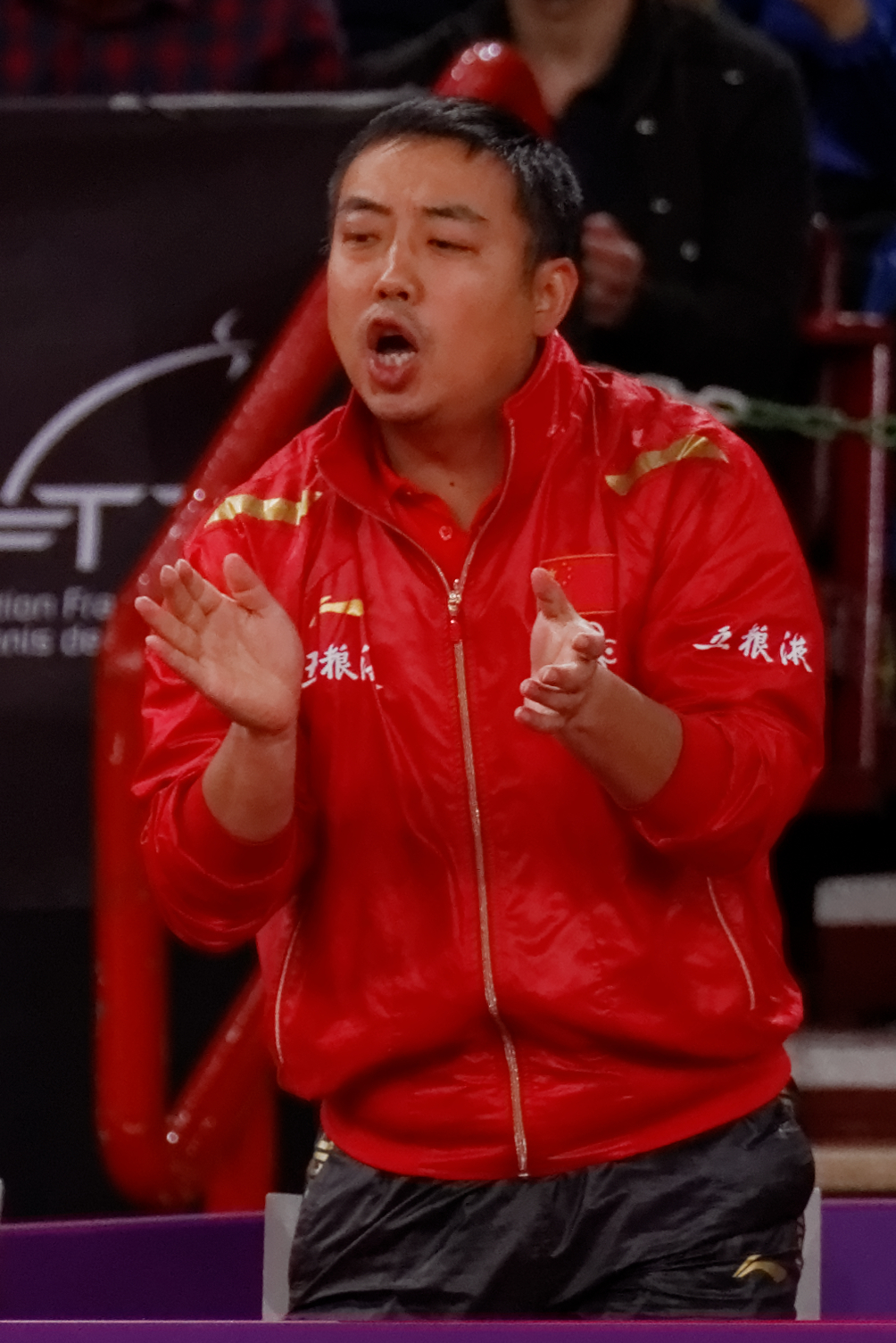
Liu Guoliang (2013)

Liu Guoliang (Xinxiang, 10 januari 1976) is een Chinees voormalig tafeltennisser. Hij won tijdens de Olympische Zomerspelen 1996 goud in zowel het enkel- als het dubbelspeltoernooi (met Kong Linghui) en pakte hetzelfde jaar de World Cup. In 1999 werd de rechtshandige penhouder eveneens wereldkampioen enkel- en dubbelspel (wederom met Linghui).
Guoliang werd in 2005 opgenomen in de ITTF Hall of Fame.

## Sportieve loopbaan
De wereldtitels die Guoliang in 1999 haalde, waren zijn vijfde en zesde mondiale toernooizeges, nadat hij in 1997 het mannendubbel- en gemengd dubbeltoernooi won en in 1995 en 1997 goud met het Chinese team. In 2001 bracht hij zijn totaal aan wereldtitels op zeven met de Chinese landenploeg. Aan zijn olympische titels kon Guoliang geen vervolg geven. Op de Olympische Zomerspelen 2000 ging het goud naar zijn dubbelpartner Kong Linghui, met wie hij tijdens het dubbelspeltoernooi zilver won. In het enkelspel moest Guoliang zich ditmaal tevreden stellen met brons.
Guoliang stopte in 2002 met spelen op niveau, waarna hij een jaar later trainer werd van de Chinese nationale ploeg. In die hoedanigheid maakte hij tijdens de Olympische Zomerspelen 2008 zijn derde olympische toernooi mee.
Guoliang kwam in clubverband onder meer uit voor het Duitse TTC Jülich in de Bundesliga.

## Erelijst
Guoliangs belangrijkste titels:
- Olympisch kampioen enkelspel 1996
- Olympisch kampioen dubbelspel 1996 (met Kong Linghui)
- Wereldkampioen enkelspel 1999
- Wereldkampioen dubbelspel 1997 en 1999 (beide met Kong Linghui)
- Wereldkampioen gemengd dubbel 1997 (met Wu Na)
- Wereldkampioen landenteams 1995, 1997 en 2001 (met China)
- Winnaar World Cup 1996
- Winnaar World Team Cup 1994 (met China)
- Winnaar Aziatische Spelen dubbelspel 1998 (met Kong Linghui)
- Winnaar Aziatische Spelen landenteams 1998 (met China)
- Winnaar Aziatische kampioenschappen dubbelspel 1994 (met Lin Zhigang), 1996 (met Kong Linghui) en 1998 (met Ma Lin)
- Winnaar Aziatische kampioenschappen gemengd dubbel 1992 (met Wu Na)
- Winnaar Aziatische kampioenschappen landenteams 1992, 1994 en 1998

ITTF Pro Tour:
- Winnaar Pro Tour Grand Finals dubbelspel 1997 (met Kong Linghui)
- Winnaar Brazilië Open 1997 en 2000 (beide met Kong Linghui)
- Winnaar Joegoslavië Open 1997 (met Kong Linghui)
- Winnaar China Open 1998 (met Kong Linghui)
- Winnaar Italië Open 1998 (met Kong Linghui)
- Winnaar Duitsland Open 1999 (met Kong Linghui)
- Winnaar Japan Open 2000 (met Kong Linghui)
- Winnaar Amerika Open 2000 (met Kong Linghui)

1988: Yoo Nam-kyu ·
1992: Jan-Ove Waldner ·
1996: Liu Guoliang ·
2000: Kong Linghui ·
2004: Ryu Seung-min ·
2008: Ma Lin ·
2012: Zhang Jike ·
2016: Ma Long ·
2020: Ma Long ·
2024: Fan Zhendong
1988: Wei Qingguang / Chen Longcan ·
1992: Lu Lin / Wang Tao ·
1996: Liu Guoliang / Kong Linghui ·
2000: Wang Liqin / Yan Sen ·
2004: Chen Qi / Ma Lin